# جي. ستانلي ويلسون
جي. ستانلي ويلسون (بالإنجليزية: G. Stanley Wilson)‏ هو مهندس معماري أمريكي، ولد في 5 فبراير 1879 في بورنموث في المملكة المتحدة، وتوفي في 22 سبتمبر 1958.